# Cartão vermelho

Exemplo de um cartão vermelho.

O cartão vermelho é utilizado em vários desportos pelo árbitro, no sentido de indicar ao jogador que recebe um determinado nível de punição, que nesse caso é a expulsão do jogo.

## Desporto

### Futebol

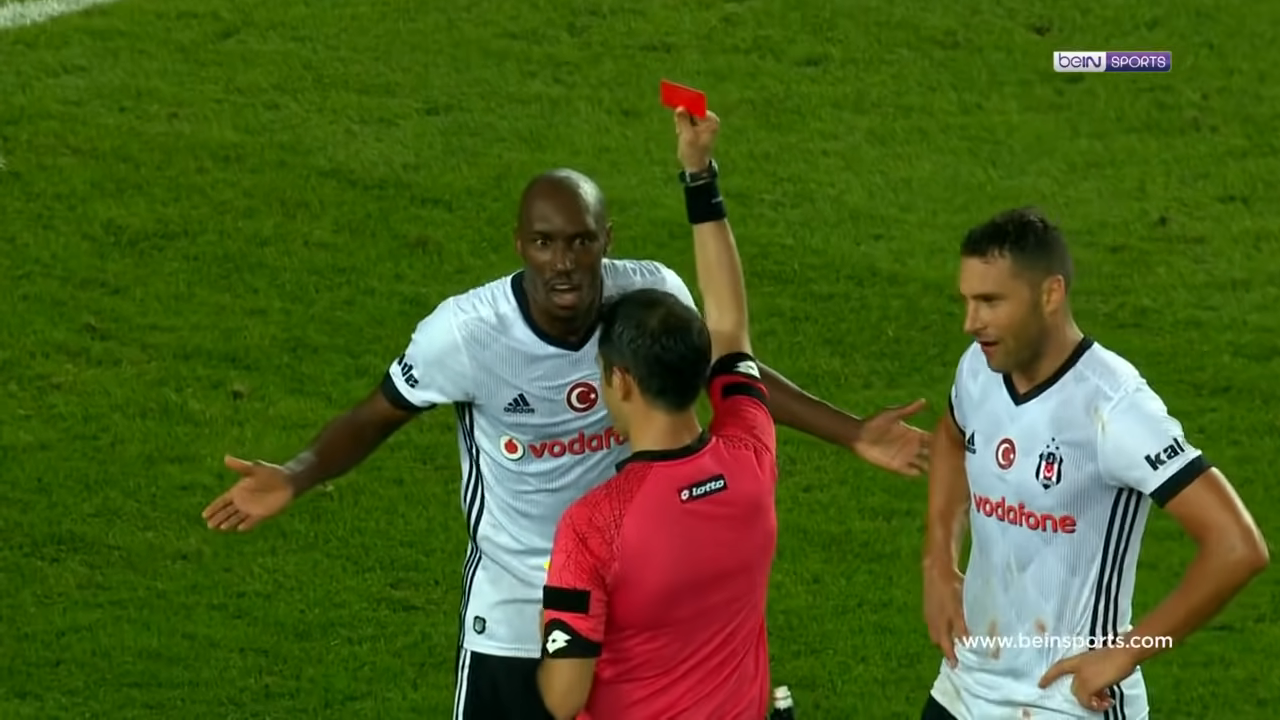
Um juiz aplicando um cartão vermelho. É muito comum que os jogadores questionem a decisão do árbitro ou reajam contrariados.

No futebol é apresentado a um jogador que tenha acabado de cometer uma falta grave ou quando recebe o segundo cartão amarelo na mesma partida. Esse jogador terá de sair do campo imediatamente e não poderá fazer parte novamente do jogo e nem do próximo jogo, nem ser substituído por outro da mesma equipe, tendo esta de continuar o jogo com um jogador a menos. O cartão vermelho, em alguns casos, também resulta em sanções adicionais, sendo a mais comum o impedimento de participar em determinado número de jogos seguintes, normalmente por um jogo. Mas estas punições dependem das regras do torneio ou competição em questão.
Os cartões vermelhos e amarelos começaram a ser utilizados no futebol na Copa do Mundo de 1970; antes havia expulsões, mas sem a utilização deste instrumento. Nos primeiros anos de uso, o cartão era dado depois de três fases; o jogador cometia duas faltas para cartão amarelo, recebia-os e poderia continuar jogando, na terceira, era vermelho na hora. O primeiro cartão vermelho em Copas foi mostrado ao chileno Carlos Caszely (que já havia recebido cartão amarelo no jogo), pelo juiz turco Dogan Babacan, em jogo da Copa de 1974 entre o Chile e a Alemanha Ocidental.

### Outros desportos

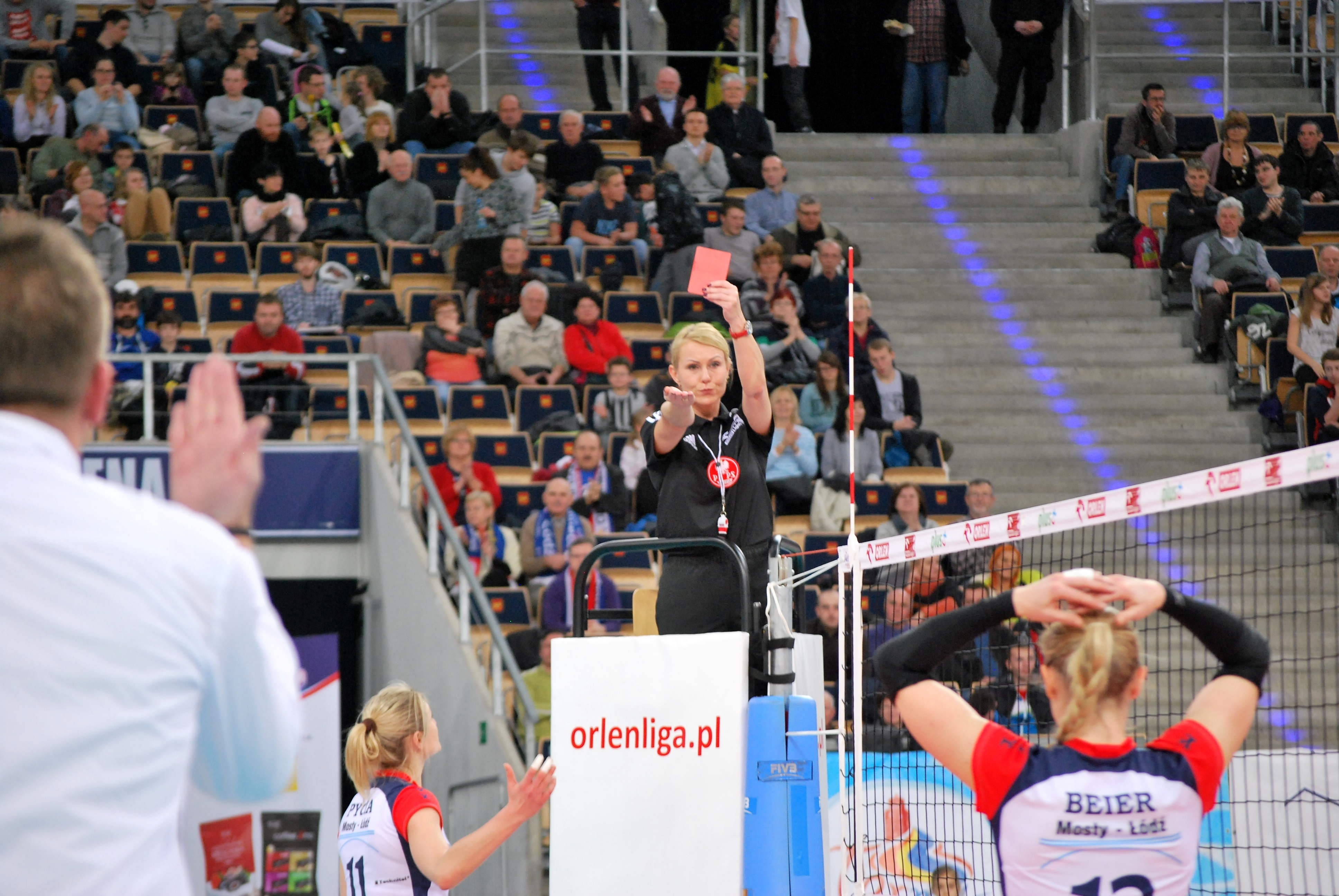
Um cartão vermelho sendo aplicado em uma partida de vôlei feminino.

Voleibol, futsal, andebol, rugby, rugby a 13 (apenas na Grã-Bretanha), hóquei em campo, pólo aquático, International rules football, críquete (desde 2017): o jogador é expulso.

## Outros significados
- Devido a influência do seu uso no desporto, o termo "cartão vermelho" tornou-se uma expressão corrente dirigida a alguém como reprovação ou negação. Por exemplo, a Organização Mundial do Trabalho das Nações Unidas, durante o Campeonato Mundial de Futebol (Copa do Mundo) de 2006, lançou uma campanha intitulada "Cartão Vermelho ao Trabalho Infantil", de forma a sensibilizar as pessoas para a reprovação do trabalho infantil.